# أندري برودنكوف
أندري برودنكوف (بالروسية: Прудников, Андрей Владимирович)‏ هو لاعب كرة قدم روسي في مركز الهجوم، ولد في 9 سبتمبر 1984 في رودنايا في روسيا. لعب مع نادي نافتان نوفوبولوتسك.

## وصلات خارجية
- أندري برودنكوف على موقع قاعدة بيانات كرة القدم.إي يو (الإنجليزية)
- أندري برودنكوف على موقع Soccerway.com (الإنجليزية)